# Geografia Ptolemeusza (manuskrypt Biblioteki Narodowej)
Geografia Ptolemeusza – iluminowany rękopis sprzed 1467, zawierający Geografię Ptolemeusza, przechowywany w Bibliotece Narodowej.

## Historia
Dzieło aleksandryjskiego geografa Klaudiusza Ptolemeusza (ok. 100 – ok. 168), zatytułowane oryginalnie Geographiké hyphégesis, składało się prawdopodobnie z 8 ksiąg i 27 map.  W 1406 zostało przetłumaczone na łacinę przez Jacoba d’Angelo jako Geographia (znano je także później pod tytułem Cosmographia). Egzemplarz w Bibliotece Narodowej jest jedynym rękopisem czwartej redakcji dzieła autorstwa Nicolausa Germanusa. Powstał przed 1467, być może we Florencji.
W XVI w. manuskrypt był własnością Jana Zamoyskiego. Wedle tradycji rodowej został mu podarowany przez papieża Grzegorza XIII, jednak w rzeczywistości został prawdopodobnie zakupiony w Paryżu w 1573. Później trafił do Akademii Zamojskiej, a ostatecznie znalazł się w XX w. w Bibliotece Narodowej wraz z depozytem Biblioteki Ordynacji Zamojskiej. Od 2024 manuskrypt prezentowany jest na wystawie stałej w Pałacu Rzeczypospolitej.
Manuskrypt jest dostępny on-line w bibliotece cyfrowej Polona. Pełne określenie manuskryptu w katalogu Biblioteki Narodowej to: Cosmographia Claudii Ptolomaei Alexandrini Mathematicorum Principis, Seculo secundo, scilicet circa Annum à Nativitate Domini Nostri Iesu Christi Centesimum Trigesimum octavum, sub Antonio Pio, Imperatore Romano florentis manu Donni Nicolai Germani Presbyteri secularis descripta, Tabulisque egregie pietatis adornata, ac Paulo secundo Summo Pontifici, ab eodem circa Anna 1467 dedicata. T. 2, Tabula ad Cosmographiam Claudii Ptolomaei Alexandrini.

## Opis
Kodeks, zapisany na pergaminie po łacinie, składa się z dwóch woluminów.
Pierwszy wolumin zawiera osiem ksiąg dzieła Ptolemeusza, z których każda rozpoczyna się ozdobnym inicjałem. W inicjale figuralnym księgi pierwszej znajduje się portret Ptolemeusza z cyrklem w ręku. Pierwsza strona rękopisu, ozdobiona bordiurą z wplecionym wieńcem laurowym, zawiera dedykację dla papieża Pawła II.
Drugi wolumin zawiera 30 dwustronicowych map w złotych ramach, w tym 27 narysowanych na podstawie informacji zawartych w dziele Ptolemeusza, i 3 mapy przedstawiające Hiszpanię, Włochy i Europę Północną wedle wiedzy z połowy XV wieku. Na przednich wersach map Ptolemejskich umieszczone są teksty w bogato zdobionych bordiurach. Na końcu woluminu umieszczony jest wykaz głównych opisanych krain geograficznych wraz ze współrzędnymi geograficznymi.
Wolumin I (Textus) składa się z 76 kart. Jego wymiary to 42×29 cm. Wolumin II (Tabula ad Cosmographiam Claudii Ptolemaei Alexandrini) składa się z 31 kart. Wymiary kart w tym woluminie wynoszą 42×57 cm i mniej

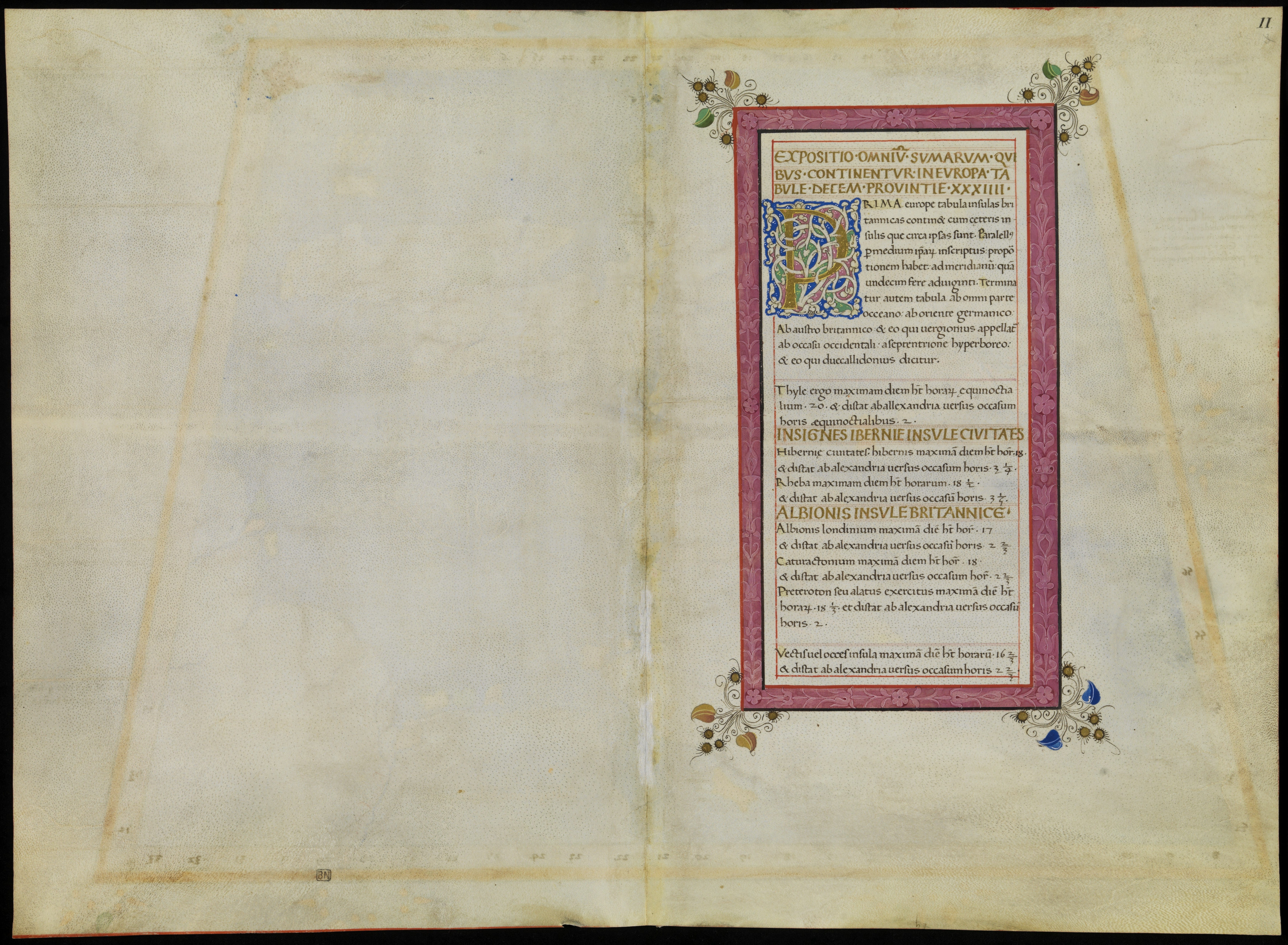
Karty Iv–IIr ze zdobionym tekstem
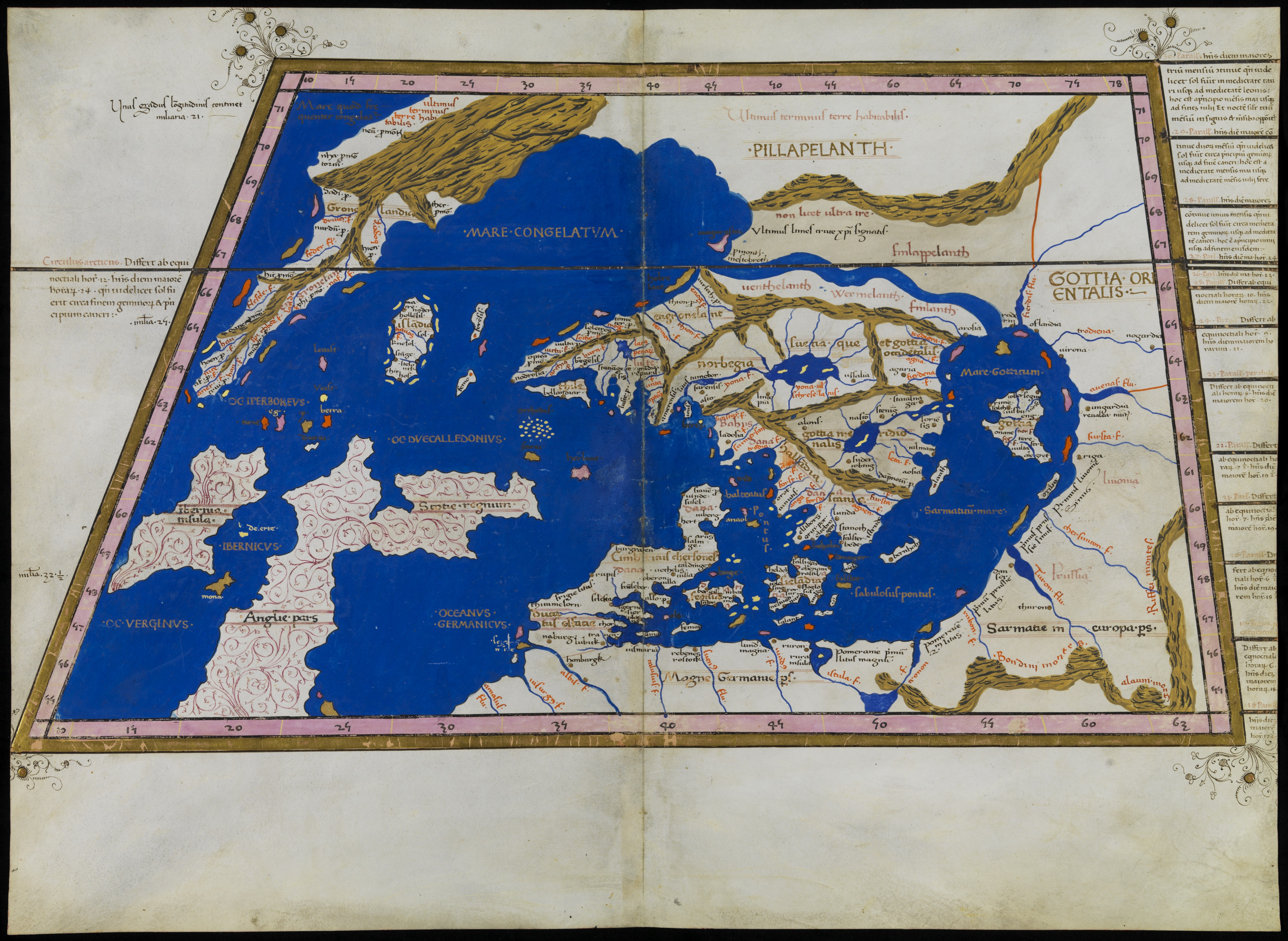
Tablica VII m.in. z obszarem północnej Polski
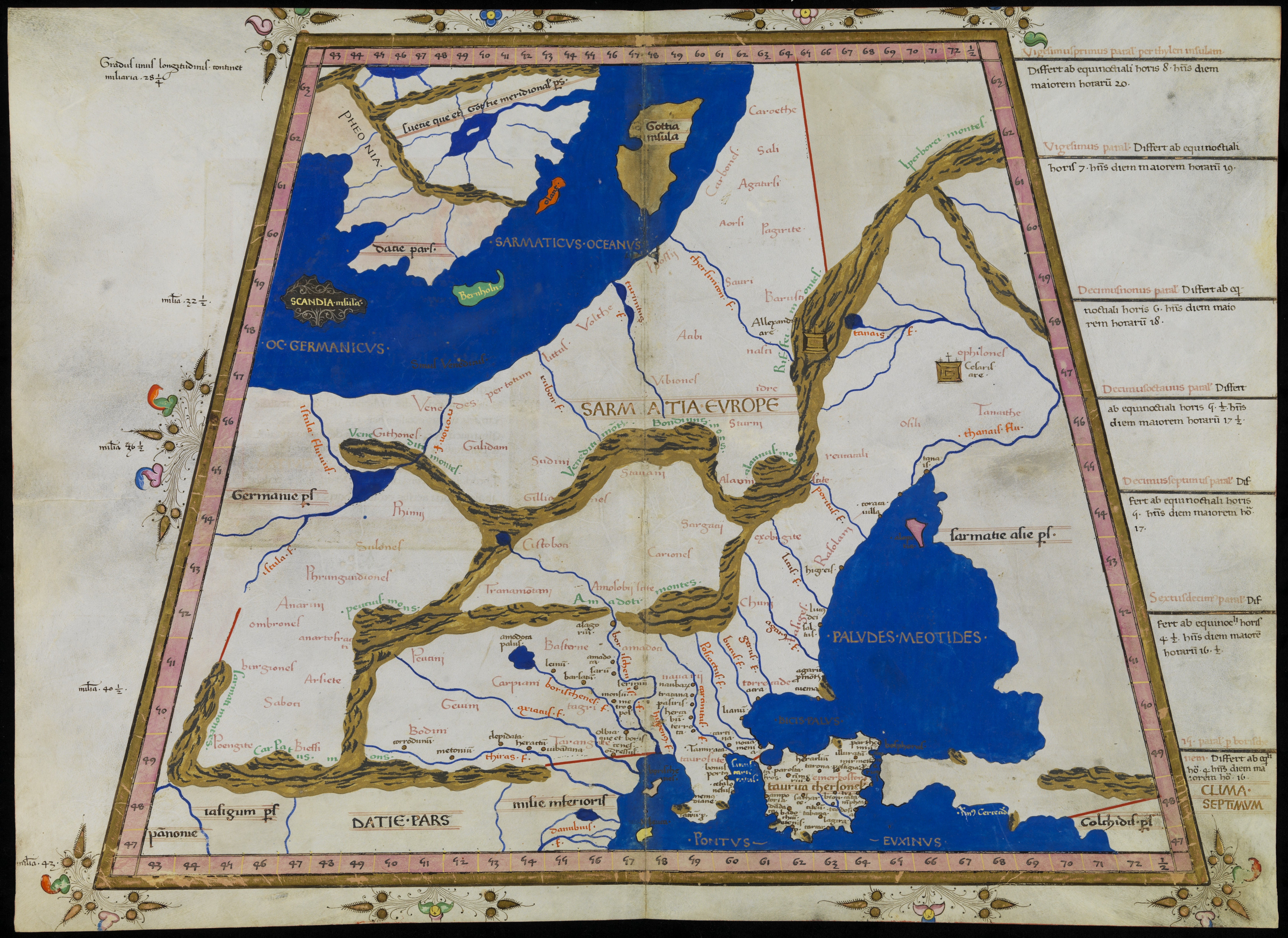
Tablica XII m.in. z obszarem Polski
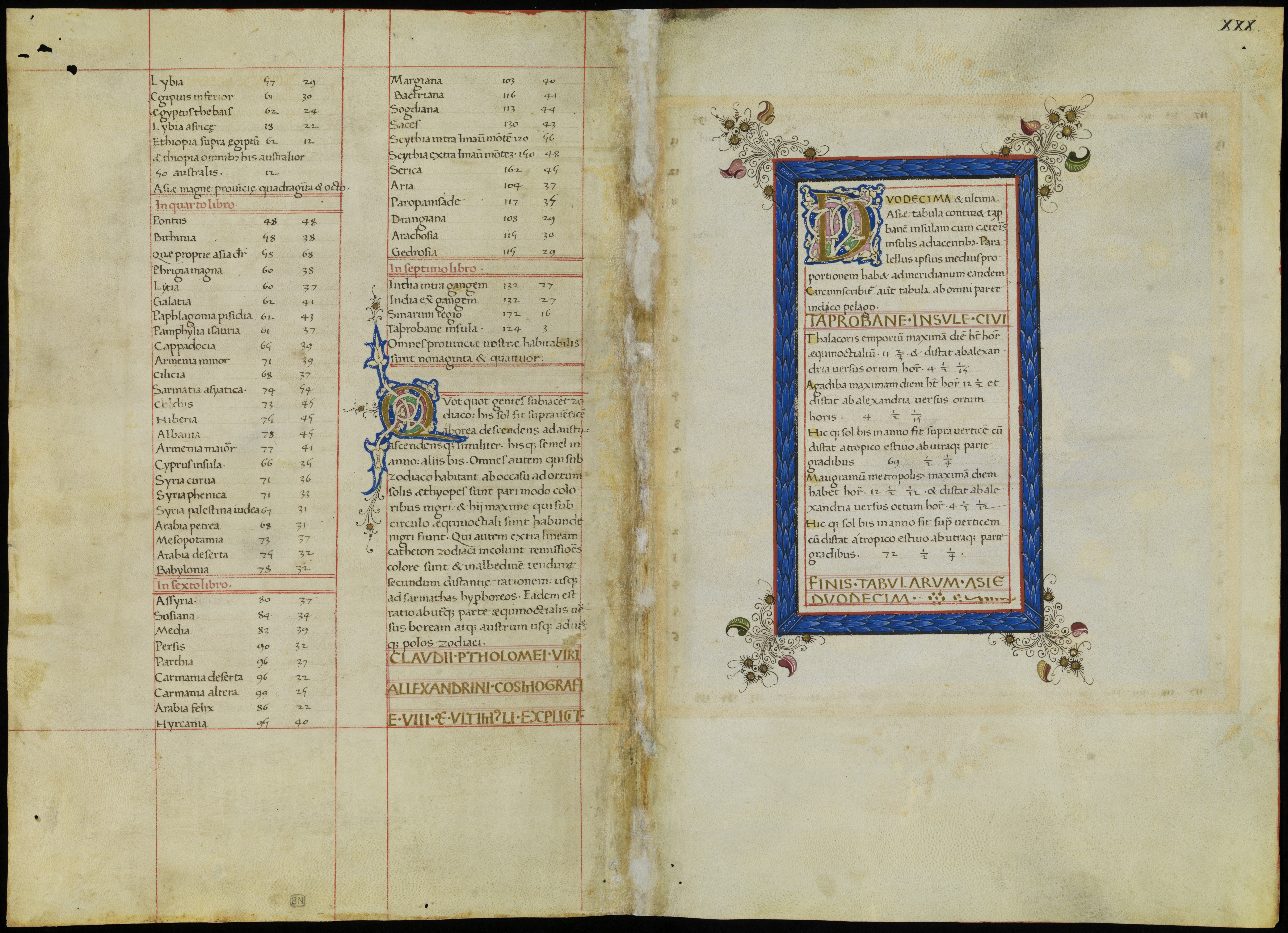
Karty XXIX–XXXr – spis krain geograficznych